# Östra Insjön
Östra Insjön är en sjö i Norrtälje kommun i Uppland och ingår i Skeboån-Broströmmens kustområde.